# Mychajlo Turkewytsch

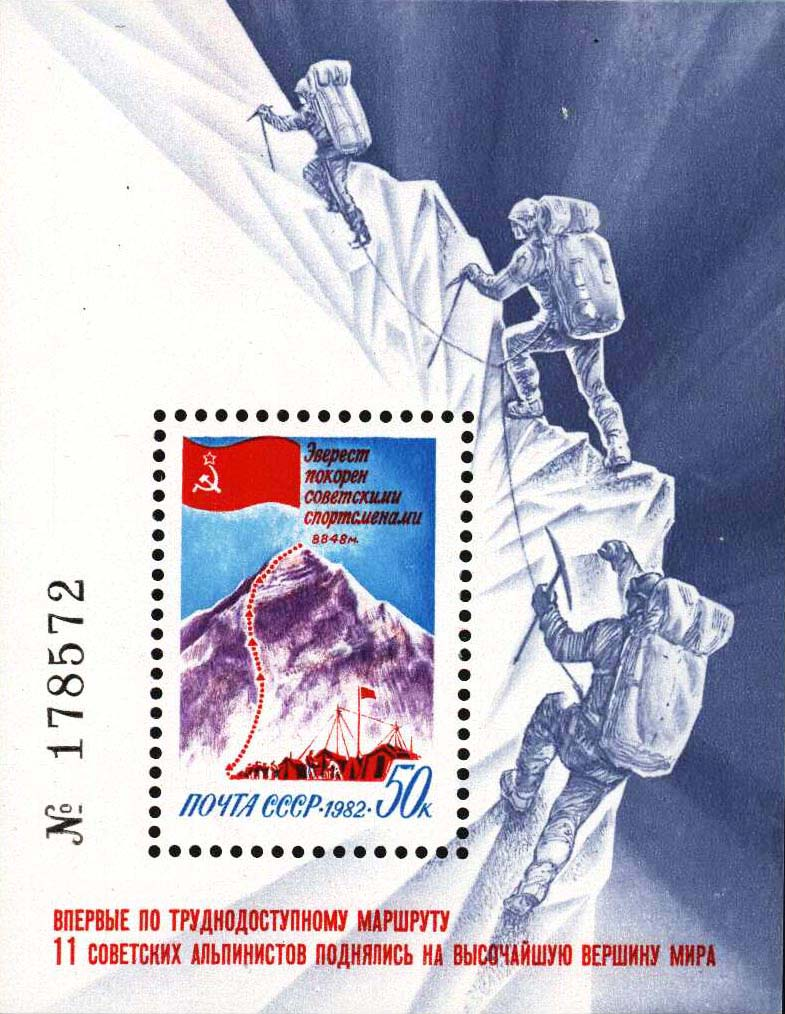
Briefmarke zur Expedition, 50 Kopeken (1982)

Mychajlo Mychajlowytsch Turkewytsch (ukrainisch Михайло Михайлович Туркевич; * 22. März 1953 in Utischkiw; † 3. Juli 2003 in Sotschi) war ein ukrainischer Bergsteiger.
Bei der ersten sowjetischen Himalaya-Expedition 1982 erreichte er zusammen mit Serhij Berschow den Gipfel des Mount Everest. Sie waren die ersten Bergsteiger, die den Gipfel des Everest in der Nacht erreichten.